# Glenea longula
Glenea longula är en skalbaggsart som beskrevs av Stefan von Breuning 1964. Glenea longula ingår i släktet Glenea och familjen långhorningar. Inga underarter finns listade i Catalogue of Life.